# Marco Costa (montatore)
Marco Costa (Milano, 1992) è un montatore italiano.

## Biografia
Dopo aver completato gli studi classici, si è laureato in linguaggi dei media presso l'Università Cattolica del Sacro Cuore di Milano e ha conseguito il diploma in Montaggio presso il Centro sperimentale di cinematografia. Secondo assistente di Walter Fasano al montaggio di Suspiria (2018), viene scelto all'età di 27 anni dal regista Luca Guadagnino come montatore della mini-serie We Are Who We Are (2020), diventando così uno dei suoi collaboratori più stretti.
La collaborazione tra Luca Guadagnino e il montatore Marco Costa si è consolidata in una serie di progetti cinematografici di rilievo, tra cui Bones and All, Challengers, Queer e After The Hunt.
Grazie al suo lavoro in Challengers, Costa ha ottenuto una prestigiosa nomination agli Eddie Awards, il premio assegnato dall'American Cinema Editors, e ai Critics Choice Awards.

## Filmografia

### Cinema
- L'amore a domicilio, regia di Emiliano Corapi (2019)
- Appena un minuto, regia di Francesco Mandelli (2019)
- La volta buona, regia di Vincenzo Marra (2020)
- Bones and All, regia di Luca Guadagnino (2022)
- Challengers, regia di Luca Guadagnino (2024)
- Diciannove, regia di Giovanni Tortorici (2024)
- Queer, regia di Luca Guadagnino (2024)
- After the Hunt - Dopo la caccia (After the Hunt), regia di Luca Guadagnino (2025)

### Televisione
- Mariottide – serie TV, 20 episodi (2016)
- The Generi – serie TV, 4 episodi (2019)
- We Are Who We Are – miniserie TV, 8 puntate (2023)

### Videoclip
- Tell Me You Love Me – Sufjan Stevens (2020)

## Riconoscimenti
- Boston Society of Film Critics Awards
  - 2024 - Miglior montaggio per Challengers
- Critics' Choice Awards
  - 2025 - Miglior montaggio per Challengers
- Chicago Film Critics Association Awards
  - 2024 - Miglior montaggio per Challengers
- Nastri d'argento
  - 2024 - Candidatura al migliore montaggio per Challengers